# Mysmenella illectrix
Mysmenella illectrix är en spindelart som först beskrevs av Simon 1895.  Mysmenella illectrix ingår i släktet Mysmenella och familjen Mysmenidae.
Artens utbredningsområde är Filippinerna. Inga underarter finns listade i Catalogue of Life.